# 柳英燮
柳 英燮（柳 永燮、リュ・ヨンソプ、朝鮮語: 류영섭、1946年 - ）は、朝鮮民主主義人民共和国の政治家。慈江道党委員会責任書記、朝鮮労働党中央委員会委員、逓信相などを歴任した。

## 経歴
1946年に生まれた。出生地は不明。2001年8月に逓信副相に任命され、2005年7月に逓信相に昇進した。2008年12月16日にエジプトのオラスコム・テレコムが主導した第3世代移動通信システムの開通式に出席した。2009年4月に最高人民会議第12期代議員に選出され、同年4月9日に開催された最高人民会議第12期第1回会議で逓信相に再任された。2010年9月28日に開催された朝鮮労働党第3回党代表者会で、朝鮮労働党中央委員会委員に選出され、2011年に金正日総書記が死去した際には、国家葬儀委員会委員に選ばれた。2012年2月に逓信相を解任され、慈江道党委員会責任書記に任命された。2013年8月に解任された。

## 参考サイト
- 북한정보포털

| 先代李琴範 | 逓信相2005年 - 2012年 | 次代沈哲浩 |

| 先代朱永植 | 慈江道党委員会責任書記2012年 - 2013年 | 次代金春燮 |